# 員西線
員西線是員林＝溪湖、溪湖＝鹿港＝彰化、彰化＝線西的合稱，可以指以下路線：
- 員林線：自員林至溪湖，1919年由明治製糖株式會社成立。
- 鹿港線：自溪湖至彰化，北段（彰化＝鹿港）1911年由新高製糖成立，南段（鹿港＝溪湖）1919年由明治製糖株式會社成立。
- 線西線：自彰化至線西，1911年由新高製糖成立。

## 路線
員西線是台糖鐵路員林線、溪湖線、鹿港線、彰化線、線西線的統稱。